# Soyedina producta
Soyedina producta är en bäcksländeart som först beskrevs av Peter Walter Claassen 1923.  Soyedina producta ingår i släktet Soyedina och familjen kryssbäcksländor. Inga underarter finns listade i Catalogue of Life.